# Орловецька сільська рада
Орлове́цька сільська́ ра́да — адміністративно-територіальна одиниця та орган місцевого самоврядування в Городищенському районі Черкаської області. Адміністративний центр — село Орловець.

## Загальні відомості
- Населення ради: 2 260 осіб (станом на 2001 рік)

## Населені пункти
Сільській раді підпорядковані населені пункти:
- с. Орловець

## Склад ради
Рада складається з 20 депутатів та голови.
- Голова ради: Гребінний Василь Володимирович
- Секретар ради: Овідько Людмила Іванівна

### Керівний склад попередніх скликань
| Прізвище, ім'я, по батькові    | Основні відомості                                                 | Дата обрання | Дата звільнення |
| ------------------------------ | ----------------------------------------------------------------- | ------------ | --------------- |
| Гребінний Василь Володимирович | Сільський голова, 1964 року народження, освіта вища, безпартійний | 26.03.2006   | 31.10.2010      |
| Гребінний Василь Володимирович | Сільський голова, 1964 року народження, освіта вища, безпартійний | 31.10.2010   |                 |

Примітка: таблиця складена за даними сайту Верховної Ради України

### Депутати
За результатами місцевих виборів 2010 року депутатами ради стали:

#### За суб'єктами висування
| Суб'єкт висування                | Кількість обраних депутатів | %  |
| -------------------------------- | --------------------------- | -- |
| Партія регіонів                  | 10                          | 50 |
| Самовисування                    | 9                           | 45 |
| Політична партія «Нова політика» | 1                           | 5  |

#### За округами
| № округу                         | Прізвище, ім'я, по батькові      | Дата визнання обраним | Освіта  | Партійна приналежність                 | Відомості про обраного депутата                           |
| -------------------------------- | -------------------------------- | --------------------- | ------- | -------------------------------------- | --------------------------------------------------------- |
| Партія регіонів                  |                                  |                       |         |                                        |                                                           |
| 1                                | Курінний Микола Дмитрович        | 07.11.2010            | середня | позапартійний                          | тимчасово не працює                                       |
| 2                                | Лисаченко Валентина Миколаївна   | 07.11.2010            | вища    | позапартійна                           | ДНЗ «Сонечко», завідувачка                                |
| 3                                | Скрипченко Михайло Олександрович | 07.11.2010            | середня | позапартійний                          | Птахофабрика «Орловецька», працівник                      |
| 6                                | Гергель Лариса Максимівна        | 07.11.2010            | вища    | позапартійна                           | Орловецька сільська рада, бухгалтер                       |
| 7                                | Харахордіна Ганна Євтихіївна     | 07.11.2010            | середня | позапартійна                           | пенсіонер                                                 |
| 8                                | Темненко Яна Анатоліївна         | 07.11.2010            | середня | позапартійна                           | тимчасово не працює                                       |
| 10                               | Харахордіна Наталія Миколаївна   | 07.11.2010            | середня | позапартійна                           | Городищенський територіальний центр, соціальний працівник |
| 11                               | Осадча Валентина Володимирівна   | 07.11.2010            | середня | позапартійна                           | Орловецька амбулаторія, завідувачка                       |
| 14                               | Лебідь Лариса Василівна          | 07.11.2010            | вища    | позапартійна                           | ДНЗ «Сонечко», вихователь                                 |
| 19                               | Чорнобривець Людмила Василівна   | 07.11.2010            | середня | позапартійна                           | ТОВ «Агрорось», працівник                                 |
| Політична партія «Нова політика» |                                  |                       |         |                                        |                                                           |
| 4                                | Горідько Людмила Іванівна        | 07.11.2010            | середня | член Політичної партії «Нова політика» | Орловецька сільська рада, секретар                        |
| Самовисування                    |                                  |                       |         |                                        |                                                           |
| 5                                | Будкова Зоя Іванівна             | 07.11.2010            | середня | позапартійна                           | ДНЗ «Сонечко», молодший вихователь                        |
| 9                                | Розломій Сергій Дмитрович        | 07.11.2010            | середня | позапартійний                          | тимчасово не працює                                       |
| 12                               | Стеценко Віталій Володимирович   | 07.11.2010            | середня | позапартійний                          | тимчасово не працює                                       |
| 13                               | Лозова Ольга Василівна           | 07.11.2010            | середня | позапартійна                           | Орловецький відділ зв'язку, листоноша                     |
| 15                               | Товстопят Микола Андрійович      | 07.11.2010            | середня | позапартійний                          | ТОВ «Лаванда», робочий                                    |
| 16                               | Тепла Ольга Григорівна           | 07.11.2010            | середня | позапартійна                           | тимчасово не працює                                       |
| 17                               | Ночовний Олег Якович             | 07.11.2010            | середня | позапартійний                          | ВАТ «Мостобуд», робочий                                   |
| 18                               | Бойко Ольга Іванівна             | 07.11.2010            | середня | позапартійна                           | приватне підприємство, продавець                          |
| 20                               | Смірнов Микола Анатолійович      | 07.11.2010            | вища    | позапартійний                          | тимчасово не працює                                       |